# یواس‌اس آلاباما (۱۸۳۸)
یواس‌اس آلاباما (۱۸۳۸) (به انگلیسی: USS Alabama (1838)) یک کشتی بود. این کشتی در سال ۱۸۳۸ ساخته شد.